# Gil de Ferran
Gil de Ferran (Paris, 11 de novembro de 1967 - Opa-locka, 29 de dezembro de 2023) foi um piloto e dirigente esportivo brasileiro. Campeão da Fórmula 3 Inglesa, das 500 Milhas de Indianápolis e bicampeão da CART (atual IndyCar Series).
Filho do engenheiro mecânico francês Luc de Ferran, Gil nasceu na França e mudou-se para o Brasil quando tinha quatro anos de idade.

## Carreira

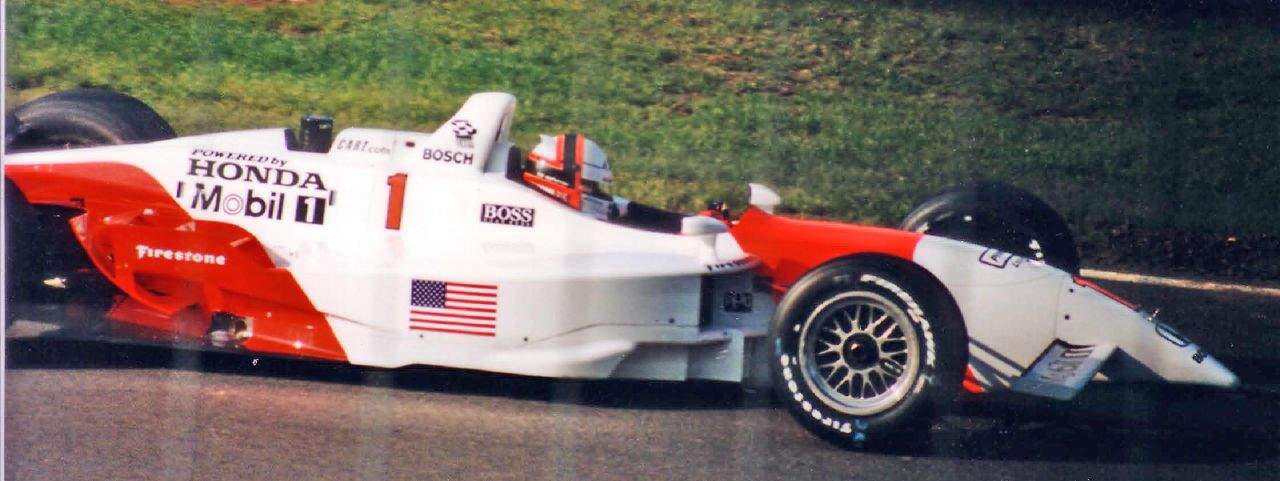
Carro de Gil de Ferran na CART em 2001.

Gil começou sua carreira no kart, foi para a Fórmula Ford em 1987, conquistando o título brasileiro. Em 1988, abandonou o terceiro ano do curso de engenharia, e mudou-se sozinho para a Inglaterra. Em 1991 passou a disputar a Fórmula 3, onde conquistou o título no ano seguinte, com sete vitórias. Em 1993 e 1994, correu na Fórmula 3000, chegando em 1995 à CART (atual IndyCar Series).

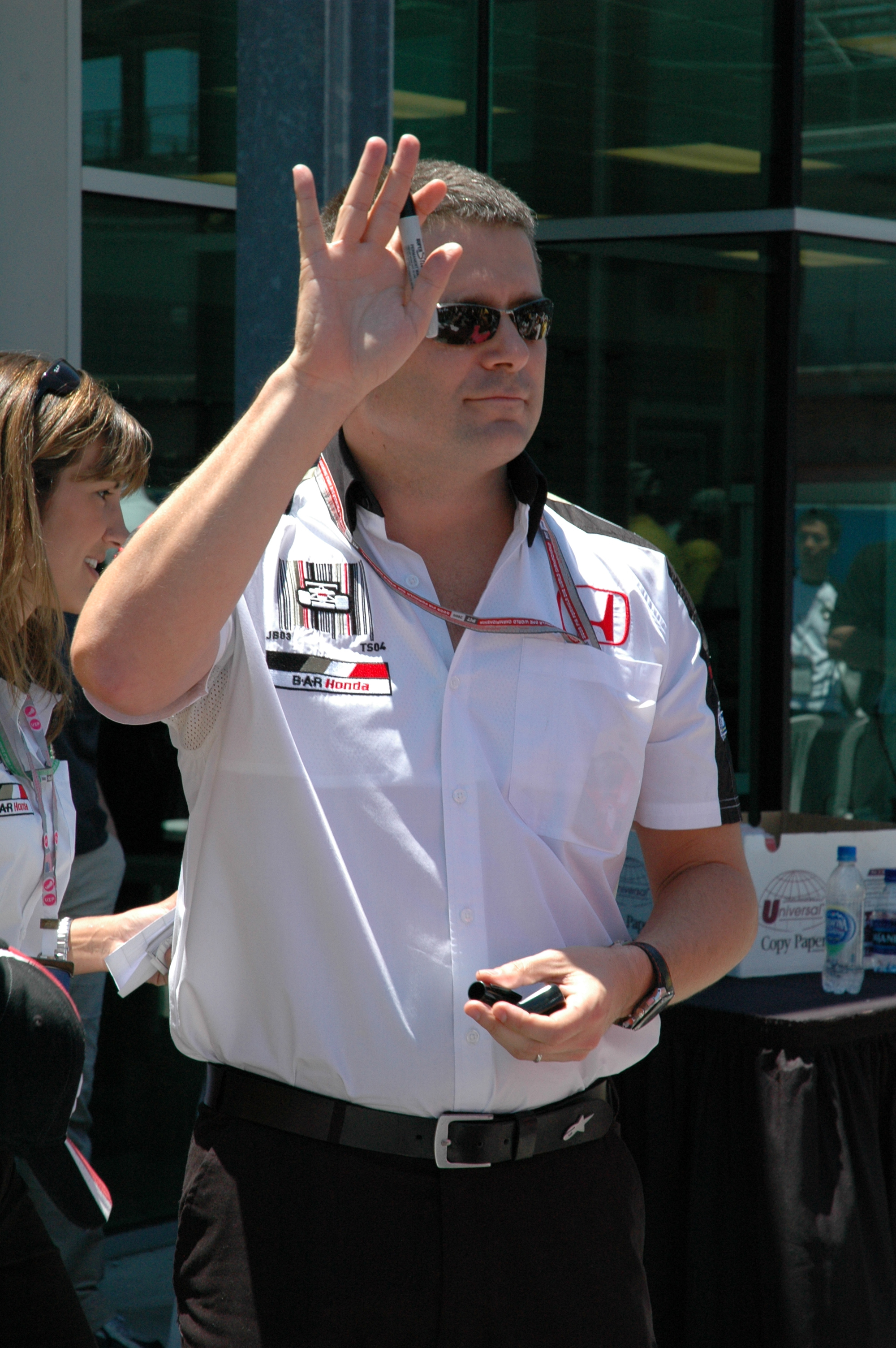
Gil de Ferran no Grande prêmio de Indianápolis de Fórmula 1.

Após cinco anos correndo por equipes menores (Hall em 1995 e Walker Racing, de 1996 a 1999), em 2000 foi contratado pela equipe Penske, sagrando-se campeão nos dois anos que correu pela equipe na CART, em 2000 e 2001.
Em 2002, a Penske migrou para a Indy Racing League e levou Gil e Hélio Castroneves para lá.
Em 2003 foi o vencedor das 500 Milhas de Indianápolis. No mesmo ano, ao final da temporada, anunciou sua aposentadoria da IRL.
Em 2005, tornou-se diretor esportivo da equipe British American Racing (BAR) na Fórmula 1, que em 2006 foi transformada na Honda Racing F1 Team. Insatisfeito com o cargo, deixou a equipe em julho de 2007.
Em 2008, retornou às pistas como piloto e dono de equipe na American Le Mans Series, conquistando bons resultados. No ano seguinte ganhou cinco corridas, conquistando o vice-campeonato. Ao final da temporada, anunciou novamente, aos 41 anos, sua aposentadoria como piloto.
Em 2010, o piloto fundiu sua equipe com a Luczo-Dragon Racing, criando assim a De Ferran Dragon Racing, para competir na Indy Racing League. A equipe estreou com um quarto lugar de Raphael Matos na São Paulo Indy 300. Em 2011, no entanto, a equipe anunciou que estava encerrando suas operações por falta de patrocinadores.
Em julho de 2018, Éric Boullier, o então diretor de corrida da equipe de Fórmula 1 da Mclaren pediu demissão. Com isso, Gil de Ferran assumiu o recém-criado cargo de diretor esportivo na equipe. Em agosto de 2019, de Ferran passou a cuidar do projeto da McLaren na IndyCar Series. Deixou o cargo de diretor esportivo no início de 2021. Em maio de 2023, a McLaren anunciou o retorno de Gil como seu consultor.

## Morte
Gil de Ferran faleceu no dia 29 de dezembro de 2023, aos 56 anos, vítima de uma parada cardíaca enquanto guiava um veículo no circuito de The Concours Club, em Opa-locka, na Flórida. Gil estava acompanhado do seu filho, foi levado para um hospital da região mas não resistiu.

## Resultados

### Fórmula 3000
| Ano  | Equipe              | 1       | 2     | 3       | 4       | 5      | 6     | 7       | 8       | 9     | DC | Pontos |
| ---- | ------------------- | ------- | ----- | ------- | ------- | ------ | ----- | ------- | ------- | ----- | -- | ------ |
| 1993 | Paul Stewart Racing | DON Ret | SIL 1 | PAU Ret | PER Ret | HOC 9† | NÜR 2 | SPA 2   | MAG Ret | NOG 7 | 4º | 21     |
| 1994 | Paul Stewart Racing | SIL 3   | PAU 1 | CAT Ret | PER 1   | HOC 3  | SPA 5 | EST Ret | MAG Ret |       | 3º | 28     |

### CART
| Ano  | Equipe   | 1       | 2      | 3       | 4       | 5       | 6        | 7       | 8      | 9       | 10      | 11      | 12       | 13      | 14      | 15      | 16      | 17      | 18     | 19      | 20    | 21    | Rank | Pontos |
| ---- | -------- | ------- | ------ | ------- | ------- | ------- | -------- | ------- | ------ | ------- | ------- | ------- | -------- | ------- | ------- | ------- | ------- | ------- | ------ | ------- | ----- | ----- | ---- | ------ |
| 1995 | Jim Hall | MIA Ret | SRF 16 | PHX 11  | LBH 27  | NZR 19  | INDY Ret | MIL 8   | DET 16 | POR 10  | ROA Ret | TOR 16  | CLE 14   | MIS 12  | MDO Ret | NHM 7   | VAN 2   | LS 1    |        |         |       |       | 14º  | 56     |
| 1996 | Jim Hall | MIA 2   | RIO 10 | SRF Ret | LBH 5   | NZR Ret | MIS1 9   | MIL 9   | DET 3  | POR 2   | CLE 1   | TOR 18  | MIS2 Ret | MDO 17  | ROA Ret | VAN Ret | LS Ret  |         |        |         |       |       | 6º   | 104    |
| 1997 | Walker   | MIA Ret | SRF 5  | LBH Ret | NZR 4   | RIO 11  | STL 3    | MIL 7   | DET 3  | POR 2   | CLE 2   | TOR Ret | MIS 3    | MDO 6   | ROA 3   | VAN 3   | LS 5    | FON 6   |        |         |       |       | 2º   | 162    |
| 1998 | Walker   | MIA 7   | MOT 3  | LBH Ret | NZR 4   | RIO Ret | STL 6    | MIL Ret | DET 3  | POR Ret | CLE 6   | TOR Ret | MIS Ret  | MDO 9   | ROA Ret | VAN Ret | LS Ret  | HOU Ret | SRF 14 | FON Ret |       |       | 12º  | 67     |
| 1999 | Walker   | MIA 6   | MOT 2  | LBH 6   | NZR 15  | RIO 10  | STL Ret  | MIL 3   | POR 1  | CLE 2   | ROA Ret | TOR Ret | MIS Ret  | DET Ret | MDO 6   | CHI 13  | VAN Ret | LS 6    | HOU 17 | SRF Ret | FON 9 |       | 8º   | 108    |
| 2000 | Penske   | MIA 6   | LBH 7  | RIO Ret | MOT 9   | NZR 1   | MIL 12   | DET 9   | POR 1  | CLE Ret | TOR 5   | MIS Ret | CHI 3    | MDO 2   | ROA Ret | VAN 5   | LS 2    | STL 8   | HOU 3  | SRF Ret | FON 3 |       | 1º   | 168    |
| 2001 | Penske   | MTY 2   | LBH 3  | TXS NH  | NZR Ret | MOT Ret | MIL 7    | DET 6   | POR 13 | CLE 4   | TOR 14  | MIS Ret | CHI 3    | MDO 2   | ROA 5   | VAN 2   | LAU 8   | ROC 1   | HOU 1  | LS 3    | SRF 4 | FON 6 | 1º   | 199    |

### IndyCar Series
| Ano  | Equipe | 1       | 2       | 3       | 4      | 5       | 6      | 7      | 8     | 9     | 10    | 11    | 12     | 13    | 14      | 15      | 16    | Rank | Pontos |
| ---- | ------ | ------- | ------- | ------- | ------ | ------- | ------ | ------ | ----- | ----- | ----- | ----- | ------ | ----- | ------- | ------- | ----- | ---- | ------ |
| 2001 | Penske | PHX Ret | HMS     | ATL     | INDY 2 | TXS     | PPIR   | RIR    | KAN   | NSH   | KTY   | STL   | CHI    | TX2   |         |         |       | 28º  | 46     |
| 2002 | Penske | HMS 2   | PHX 2   | FON 4   | NZR 3  | INDY 10 | TXS 16 | PPIR 1 | RIR 2 | KAN 5 | NSH 2 | MIS 5 | KTY 21 | STL 1 | CHI Ret | TX2 INJ |       | 3º   | 443    |
| 2003 | Penske | HMS 2   | PHX Ret | MOT INJ | INDY 1 | TXS 8   | PPIR 3 | RIR 3  | KAN 3 | NSH 1 | MIS 7 | STL 3 | KTY 9  | NZR 4 | CHI 12  | FON 15  | TX2 1 | 2º   | 489    |

### Le Mans Series
| Ano  | Equipe                | Classe | Chassi        | Motor         | Pneus | 1       | 2       | 3     | 4     | 5        | 6       | 7        | 8       | 9        | 10      | 11      | Rank | Pontos |
| ---- | --------------------- | ------ | ------------- | ------------- | ----- | ------- | ------- | ----- | ----- | -------- | ------- | -------- | ------- | -------- | ------- | ------- | ---- | ------ |
| 2008 | De Ferran Motorsports | LMP2   | Acura ARX-01b | Acura 3.4L V8 | M     | SEB     | STP     | LNB   | UTA 3 | LIM 14/7 | MID Ret | AME 18/8 | MOS 7/5 | DET 3    | PET 8/5 | MON 4/2 | 9º   | 85     |
| 2009 | De Ferran Motorsports | LMP1   | Acura ARX-02a | Acura 4.0L V8 | M     | SEB Ret | STP Ret | LNB 1 | UTA 1 | LIM 1    | MID 1   | AME 2    | MOS 2   | PET 24/7 | MON 1   |         | 2º   | 162    |